# Birdland - A History of Jazz
Birdland - A History of Jazz er en dansk tegnefilmserie i 4 afsnit fra 1995 instrueret af Jannik Hastrup efter manuskript af Trylle Vilstrup.

## Afsnit
| # | Titel                        | Første sendedag |
| --- | ---------------------------- | --------------- |
| 1 | "April in Paris"             |                 |
| En af perlerne i jazzens historie er Vernon Dukes "April in Paris", som Count Basie and his Orchestra udødeliggjorde i en årgangsskæring anno 1955. Jannik Hastrup sætter billeder til musikken og fortolker sprælsk og sprudlende "April in Paris" - helt i egen streg og stil: Den gigtsvage dame, katten og to forelskede fugle oplever det evige, kærlighedsfremkaldende, vidunderlige forår i Paris. |                              |                 |
| 2 | "Over the rainbow"           |                 |
| Den amerikanske jazzpianist Art Tatum (1910-56) tryller med tangenter og toner til klassikeren "Over the Rainbow" på lydsiden, mens Jannik Hastrup og kompagni på billedsiden kærligt og spøgefuldt fortæller om to stuefugles forelskede himmelflugt på og over den vidunderlige regnbue. |                              |                 |
| 3 | "Dream a little dream of me" |                 |
| Tegnefilm-arketyperne og ærkefjenderne, katten og musen, kaster sig hæmningsløst oplagt ud i en drømmende duet, hvor Ella Fitzgerald lægger sin uovertrufne stemmepragt til den fede og (måske) farlige kat, mens Louis Armstrongs vidunderlige skærveknuser-stemme pryder fuglens næb i denne susende, swingende genistreg.                                                                              |                              |                 |
| 4 | "A night in Tunisia"         |                 |
| Dizzy Gillespies brillante trompet spiller kælent oplagt op til natlige mysterier under halvmånens skær, hvor de to forelskede flamingoer smyger sig i slyngende dans, mens en vrissen papegøje vil have ro til sin nattesøvn i palmetoppen og derfor stjæler halvmånen og sætter den i bur. Men hvem kan dog standse musikkens og nattens evigt unge drømme.                                             |                              |                 |